# عرق فراج
عرق فراج مركز بلدية بولاية بشار تابعة لدائرة العبادلة.